# Eduardo Jara Miranda
Eduardo Jara Miranda (Santiago, 4 de abril de 1934-Santiago, 21 de febrero de 2018) fue un abogado, y político radical chileno. Ejerció como subsecretario de Bienes Nacionales y, Justicia durante las presidencias de Patricio Aylwin y Eduardo Frei Ruiz-Tagle. Previamente fue alcalde de Las Condes.

## Biografía

### Estudios
Realizó sus estudios en el Liceo de Hombres de Los Ángeles y en la Escuela de Derecho de la Universidad de Chile. Se recibió de abogado el 20 de noviembre de 1957.

### Trayectoria pública y política
Su actividad profesional estuvo preferentemente vinculada al Derecho Administrativo tanto como funcionario de la Administración del Estado como en el ejercicio liberal de la profesión. Se inició como abogado de la Contraloría General de la República en donde se desempeñó hasta 1963. A partir de esa fecha se dedicó al ejercicio privado de la profesión.
En 1965 comienza su carrera docente la que culmina como profesor de Derecho Administrativo de la Facultad de Ciencias Jurídicas y Sociales de la Universidad de Chile, cargo que gana por concurso en 1969. En 1970 es designado jefe del Servicio Jurídico de la Corporación de Fomento de la Producción (Corfo). En 1974 se desempeñó como consultor de las Naciones Unidas (OPS), con sede en Colombia en materias de su especialidad.
Vuelto al ejercicio privado, en el año 1975 se especializó en litigios contencioso administrativos, especialmente en materias previsionales y, defensas ante la Contraloría General de la República y Ministerios, Fiscal de la AFP Fomenta.
A sus actividades públicas se sumó el ejercicio privado de la profesión en el estudio Jara & Marín, que fundó en 1975 con el expresidente de la Corte Suprema Urbano Marín.
Escribió numerosos artículos en revistas de Derecho en materias de derecho constitucional y administrativo. Se desempeñó como Abogado Integrante de la 1ª Corte de Apelaciones de Santiago en el período comprendido entre los años 1996 y 2004.
En sus últimos años orientó su actividad profesional a arbitrajes e informes en Derecho. En el campo del servicio público, fue alcalde de la Ilustre Municipalidad de Las Condes (1991-1992), designado por el presidente Patricio Aylwin, consejero general del Colegio de Abogados, subsecretario de Bienes Nacionales, subsecretario de Justicia y embajador en Nicaragua durante la presidencia de Eduardo Frei Ruiz Tagle, además fue el primer presidente del Tribunal de Defensa de la Libre Competencia (TDLC), entre los años 2004-2010.
Falleció en Santiago, el 21 de febrero de 2018.